# Síndrome de Kabuki
El síndrome de Kabuki, también conocido anteriormente como síndrome de la Máscara de Kabuki o síndrome de Niikawa Kuroki, es un desorden congénito muy raro causado por unas mutaciones en el gen MLL2. La proteína MLL2 es un escritor epigenético  que añade grupos de metilo a un aminoácido lisina en la posición 4 de la histona H3 es decir, no son capaces de escribir bien su código epigenético y la consecuencia son los síntomas de la enfermedad que provoca múltiples anomalías congénitas y retraso mental. Fue descubierto por dos científicos japoneses: Norio Niikawa y Yoshikazu Kuroki. Se le conoce como síndrome de Kabuki por la semejanza facial con una máscara de kabuki que muestran los individuos que padecen esta enfermedad. Los niños afectados por este desorden son conocidos como "Niños Kabuki" o KK (Kabuki Kids, en inglés).

## Descripción

Existe un amplio espectro de problemas congénitos asociados al síndrome de Kabuki, con grandes diferencias entre unos y otros individuos. Algunos de los problemas más comunes son defectos cardiacos (30%), anomalías del tracto urinario, pérdida de oído (50%), hipotonía y deficiencias de crecimiento postnatal (83%). Otras características de los afectados por este síndrome incluyen anomalías del esqueleto, laxitud en las articulaciones, baja estatura y patrones inusuales de huellas dactilares.
En términos de desarrollo, los individuos padecen una discapacidad intelectual entre suave y moderada (92%). Los niños afectados por este síndrome tienen características distintivas de comportamiento. Por ejemplo, el 50% son descritos como inusualmente sociables, el 30% sólo mantienen una mínima interacción con las personas de su entorno; el 74% desarrollan rutinas, y el 87% mantienen una disposición alegre. Sólo algunos tienen una inteligencia normal, aunque muchos de estos tienen dificultades de aprendizaje, como problemas con la coordinación motora fina, el habla y la memoria.
No se ha demostrado que la esperanza de vida de los individuos afectados por el síndrome de Kabuki sea menor de la normal. La mayor parte de los problemas médicos pueden ser resueltos mediante cirugía. El hecho de que haya relativamente pocos adultos conocidos con este síndrome probablemente se deba al reciente descubrimiento de la enfermedad en 1980 en Japón y en 1990 en Europa y América.

## Apariencia
Los rasgos faciales de los individuos afectados por el síndrome de Kabuki son los siguientes:
- Párpados largos y doblados hacia arriba en el tercio lateral del párpado inferior
- Punta de la nariz ancha y baja
- Grandes y prominentes globos oculares
- Paladar hendido o muy arqueado

Otras características clínicas pueden ser:
- Escoliosis
- Dedos meñiques cortos
- Persistencia de los cojinetes dactilares
- Anormalidades de vértebras, manos y unión de las caderas
- Infecciones frecuentes de oído durante la infancia

Se cree que este síndrome se hereda a partir de un gen dominante o bien a partir de un gen recesivo ligado al cromosoma X. Aunque se encuentran numerosas anormalidades cromosómicas en estos sujetos, ninguna parece específica del síndrome de Kabuki.
Muchos autores han recomendado que el término "máscara" se elimine de la denominación de este síndrome por las objeciones que las familias tienen sobre el mismo.

## Tratamiento
De forma médica, tienen que someterse a controles regulares y puede ser necesaria la aplicación de diversas cirugías, ya que es frecuente que presenten alteraciones congénitas que provocan un riesgo para su supervivencia, como alteraciones en el corazón y el sistema cardiovascular. Además, presentan alteraciones en el sistema respiratorio, el tubo digestivo y la boca. 
En lo que se refiere a terapia psicológica, puede ser necesaria para tratar algunas de las alteraciones mentales que estos sujetos pueden sufrir, así como para dotar de información y pautas educativas tanto al sujeto como a su entorno.

## Tratamiento de Logopedia
Los niños con síndrome de Kabuki, se comunican principalmente de forma verbal junto con unos pocos gestos. Además, pueden seguir órdenes complejas multidireccionales. Además, estos niños se suelen comunicar generalmente en frases de más de 3 palabras. Por ello, suelen usar oraciones simples para comunicarse. Es importante que el logopeda pueda ayudar con los tratamientos logopédicos necesarios.
Su vocabulario receptor puede ser de 1200 a 2000 palabras y su vocabulario expresivo abarca la cantidad de 800 a 1500 palabras aproximadamente. Aun así, los errores gramaticales siguen persistiendo. Además, se observan pocas articulaciones erróneas (dentales, fricativas y sibilantes) que pueden atribuirse a la maloclusión dental. Su discurso se caracteriza por un patrón plano. Además, la inteligibilidad se ve afectada negativamente conforme se intenta estirar su vocabulario y diálogo.